# Bolehošť
Bolehošť (en allemand : Bolehoscht) est une commune du district de Rychnov nad Kněžnou, dans la région de Hradec Králové, en République tchèque. Sa population s'élevait à 594 habitants en 2022.

## Géographie
Bolehošť se trouve à 7 km à l'est-nord-est de Třebechovice pod Orebem, à 7 km au nord de Týniště nad Orlicí, à 16 km à l'ouest-nord-ouest de Rychnov nad Kněžnou, à 18 km à l'est de Hradec Králové et à 118 km à l'est-nord-est de Prague.
La commune est limitée par Očelice au nord, par Přepychy et Voděrady à l'est, par Týniště nad Orlicí au sud et par Ledce à l'ouest.

## Histoire
La première mention écrite de la localité date de 1360.

## Administration
La commune se compose de trois sections :
- Bolehošť
- Bolehošťská Lhota
- Lipiny

## Galerie

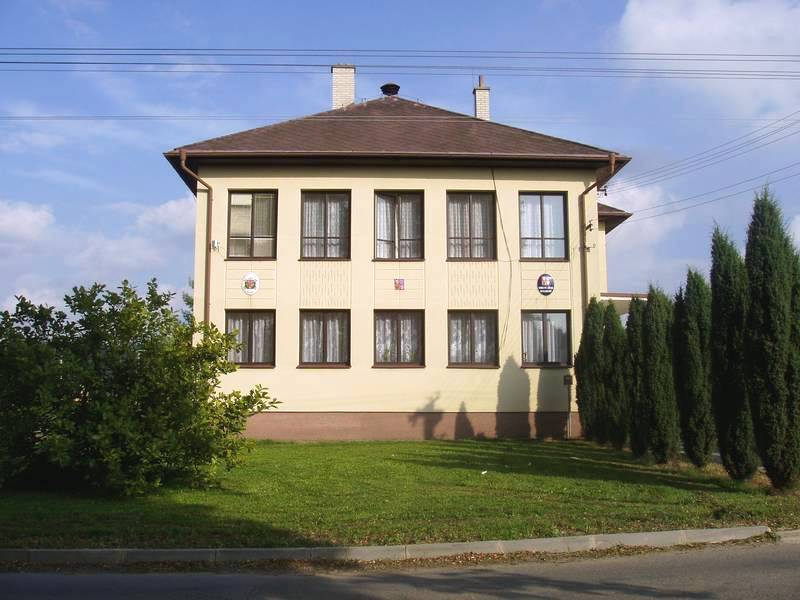
Bolehošť : la mairie.
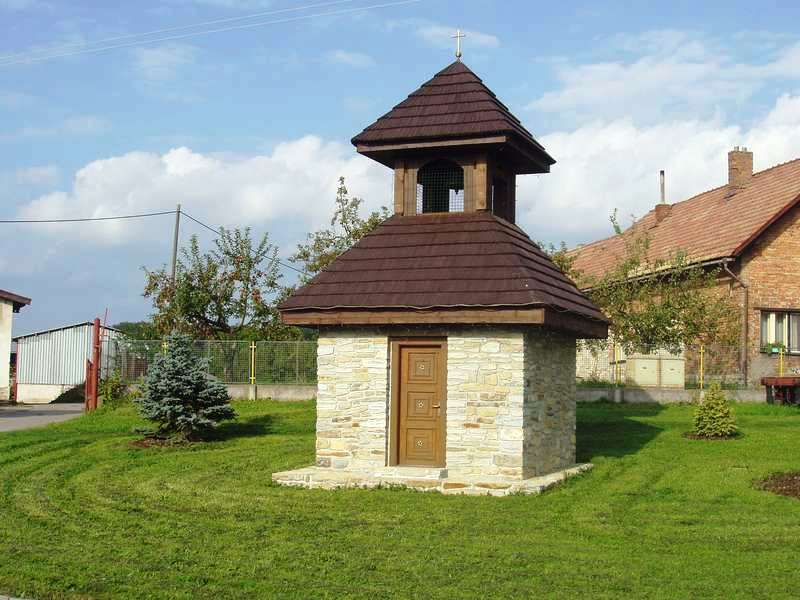
Clocher-tour à Bolehošť.

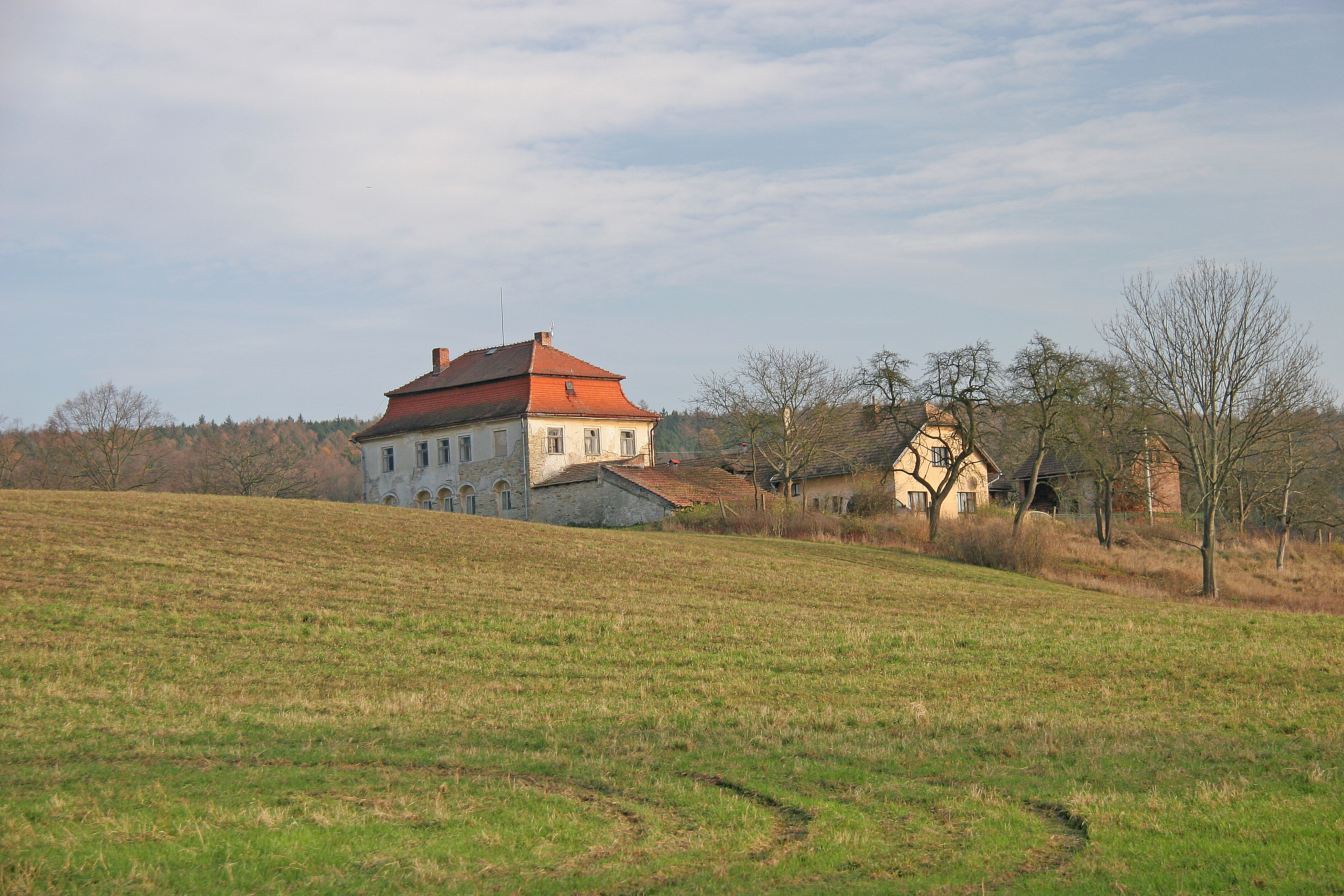
Maison forte à Bolehošť .
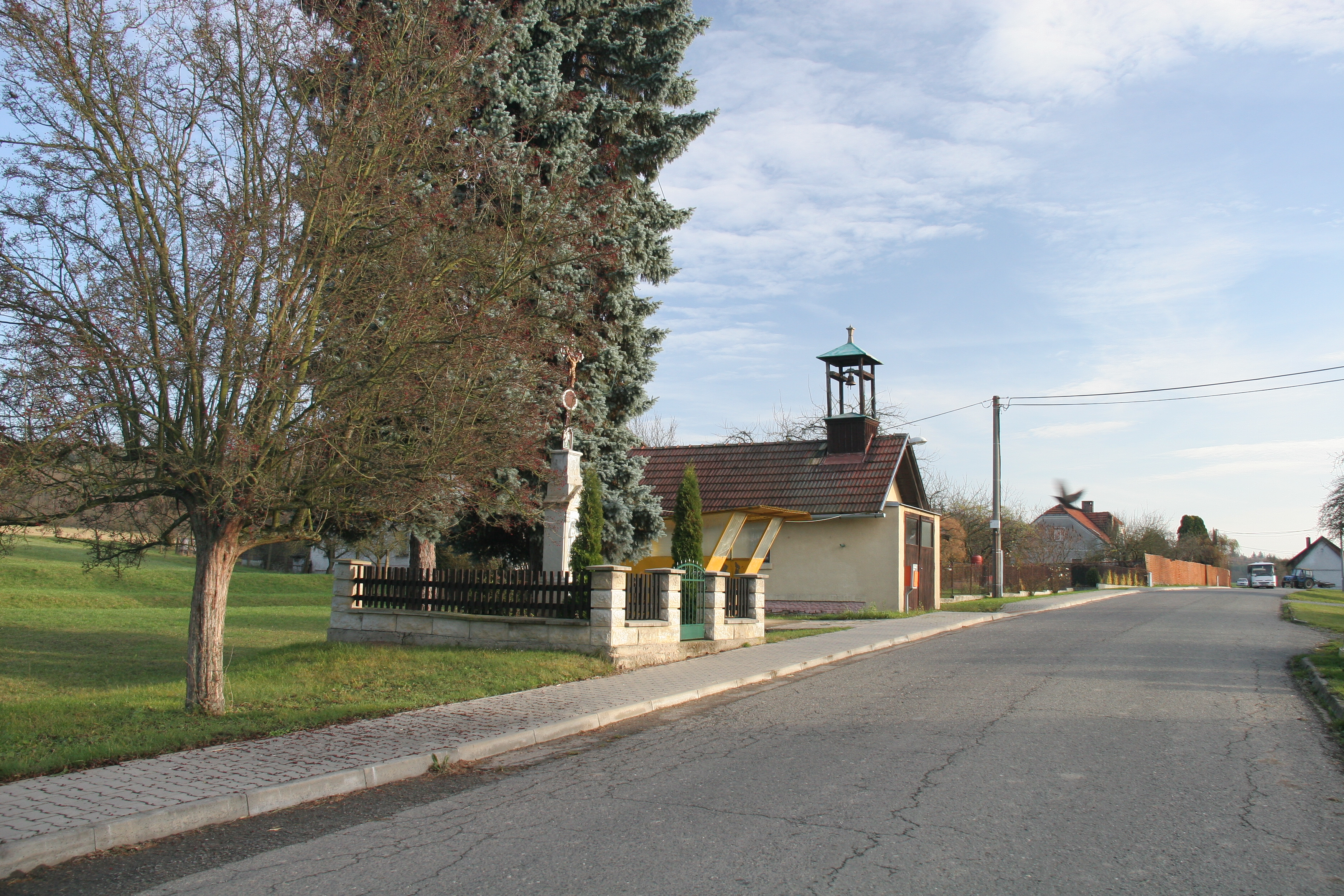
Bolehošťská Lhota.

## Transports
Par la route, Bolehošť se trouve à 8,5 km de Opočno, à 20 km de Rychnov nad Kněžnou, à 24 km de Hradec Králové et à 141 km de Prague. 